# Светляки (платформа)
Светляки — недействующий остановочный пункт Сахалинского региона Дальневосточной железной дороги. Назван по ныне несуществующему селу Светляки, в котором располагалась платформа.

## История
Платформа открыта 11 октября 1920 года в составе пускового участка Холмск-Сортировочный — Невельск.
Современное название — с 1 апреля 1946 года.

## Деятельность
Пассажирское сообщение по станции отсутствует с 1999 года. До этого от станции до Холмска курсировал местный поезд из двух вагонов японского производства с тепловозом ТГ16.
Грузовые операции по станции не предусмотрены.